# Ostrá Malenica
Ostrá Malenica (909,2 m n. m.) je dolomitový vrch, nacházející se v severní části Strážovských vrchů. Tento vrch již v minulosti lákal uznávané botaniky MUDr. Antona Rochela, MUDr. Karola Brančíka a Dr. Josefa Ludovíta Holubyho.
Z jeho vrcholu je za příznivého počasí pěkný výhled například na Kľak a Strážov, ale i na obce Slopná, Horný a Dolný Lieskov, či na Považskú Bystricu.

## Poloha
Leží jižně od obce Slopná, v jejím katastru. 